# Macraspis andicola
Macraspis andicola är en skalbaggsart som beskrevs av Hermann Burmeister 1844. Macraspis andicola ingår i släktet Macraspis och familjen Rutelidae. Inga underarter finns listade i Catalogue of Life.